# Pelaghia Fecioara
Pelaghia, cunoscută ca Pelaghia din Antiohia și Pelaghia Fecioara, (în greacă Πελαγία; n. secolul al III-lea d.Hr., Antakya, Turcia – d. secolul al IV-lea d.Hr., Antiohia, Coele-Syria⁠(d), Imperiul Roman) a fost o fecioară consacrată și o sfântă muceniță creștină care a preferat mai degrabă să se sinucidă în timpul Persecuției lui Dioclețian, pe când avea 15 ani, decât să fie obligată de soldații romani să aducă o ofrandă publică zeilor păgâni. Inițial, ea era prăznuită pe 8 octombrie, împreună cu Pelaghia, care a fost mai înainte desfrânată și cu Pelaghia din Tars. În Biserica Romano-Catolică, ea este prăznuită pe 9 iunie, iar în orașul Napoli din Italia este sărbătorită pe 5 octombrie.

## Viață
Pelaghia este menționată de episcopul Ambrozie al Mediolanului și a fost subiectul a două predici ale arhiepiscopului Ioan Gură de Aur al Constantinopolului. Era singură acasă în timpul Persecuției lui Dioclețian atunci când au sosit soldații romani. A ieșit afară pentru a-i întâmpina și, aflând că intenționau să o ia cu forța pentru a participa la un sacrificiu păgân, a primit permisiunea să intre în casă pentru a-și schimba hainele. S-a urcat pe acoperișul casei și s-a aruncat în mare. Sursele patristice tratează moartea ei mai degrabă ca un martiriu sacru decât ca o sinucidere rușinoasă.

## Moștenire
Povestea Pelaghiei a reprezentat sursa probabilă a relatărilor controversate ulterioare cu privire la viața Pelaghiei din Tars.